# Feuerwehr
Die Feuerwehr ist entweder eine berufsmäßige oder freiwillige Organisation, die in der Regel von der betreffenden Gemeinde unterhalten wird, mit der Aufgabe, bei Bränden, Unfällen, Überschwemmungen und ähnlichen Ereignissen Hilfe zu leisten, d. h. Menschen, Tiere und Sachwerte zu retten sowie die Umwelt zu schützen, zu löschen und zu bergen, wobei der Menschenrettung Priorität zukommt.
Da in den letzten Jahrzehnten die Zahl der Brände stark zurückgegangen ist, übernimmt die Feuerwehr zunehmend Aufgaben, die über die traditionelle Brandbekämpfung hinausgehen. Die Art der neu übernommenen Aufgaben und die Strukturen der Feuerwehren sind regional sehr unterschiedlich. So kann auch die Verhinderung von Umweltschäden Auslöser für einen Feuerwehreinsatz sein. Aber auch bei Verkehrsunfällen steht die Feuerwehr zur Verfügung und leistet Hilfe. Hier werden zum Beispiel Personen aus Autowracks befreit oder auslaufende Betriebsstoffe abgestreut, sodass sich diese nicht auf der Straße oder in das Grundwasser bzw. Kanalisation verteilen können.

## Verständigung
Üblicherweise hat jeder Staat eine einheitliche Notrufnummer, mit der die Feuerwehr telefonisch verständigt werden kann.
In der Europäischen Union wurde zusätzlich im Jahr 1991 der gemeinsame Euronotruf 112, eine einheitliche Notrufnummer für Rettungsdienst, Feuerwehr und Polizei, beschlossen, der sich im Rahmen der damals die EU umfassenden Staaten in der Regel durchgesetzt hat. In der Zwischenzeit wurde diese Notrufnummer auch in den neuen Mitgliedsländern eingeführt. Seit Dezember 2008 ist in jedem Mitgliedsland der EU die Feuerwehr auch unter 112 erreichbar. Auch weitere Staaten außerhalb der EU, wie die Schweiz und Norwegen, haben sich dem Euronotruf angeschlossen. Zudem gilt in den meisten Staaten auch die alte Notrufnummer weiterhin. Welche Organisation oder Behörde den Euronotruf entgegennimmt, ist länderspezifisch geregelt. Auch inwieweit der Euronotruf bereits die alte Notrufnummer ersetzt hat oder ob dieser vor allem für fremdsprachige Benachrichtigungen zur Verfügung steht, unterscheidet sich von Land zu Land.

## Organisationsformen
Eine Feuerwehr kann:
- eine technische bzw. organisatorische Einrichtung der Kommune sein,
- eine betriebliche Einrichtung (Werk- und Betriebsfeuerwehr) sein,
- ein privates Unternehmen sein, das im Auftrag der Kommune oder des Betriebes die Aufgaben einer Feuerwehr wahrnimmt (beispielsweise Falck in Dänemark),
- eine Truppengattung des Militärs sein oder, wie in Deutschland, zivil aufgestellt und ausschließlich für das Militär zuständig sein (Bundeswehrfeuerwehr).

Falls eine Freiwillige Feuerwehr in einer Gemeinde nicht zustande kommen sollte, kann in Deutschland auch eine in der Geschichte häufiger vorkommende Pflichtfeuerwehr eingeführt werden. Je nach Bevölkerungsstruktur und -dichte sind auch die Strukturen der Feuerwehrorganisationen unterschiedlich. Während in Deutschland, in Österreich oder in Südtirol die Freiwilligen Feuerwehren flächenmäßig den größten Teil des Brandschutzes abdecken, setzen andere Länder auf Stützpunktfeuerwehren mit hauptamtlichem Personal. Die Schweiz kennt in vielen Gemeinden die allgemeine Feuerwehrpflicht für Männer und Frauen. In den meisten Ländern existiert auch ein Brand- oder Katastrophenschutz aufgrund vorhandener militärischer Strukturen. Zugleich gibt es Länder, in denen mehrere dieser Strukturen vermischt oder parallel existieren.

## Geschichte

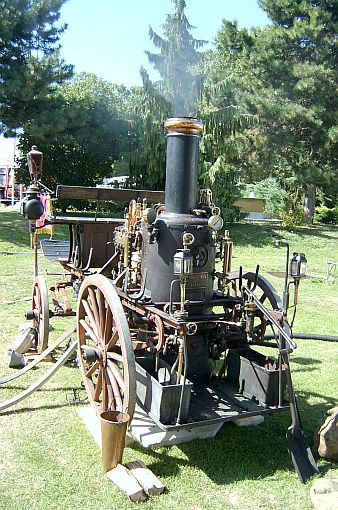
Dampfspritze von 1910

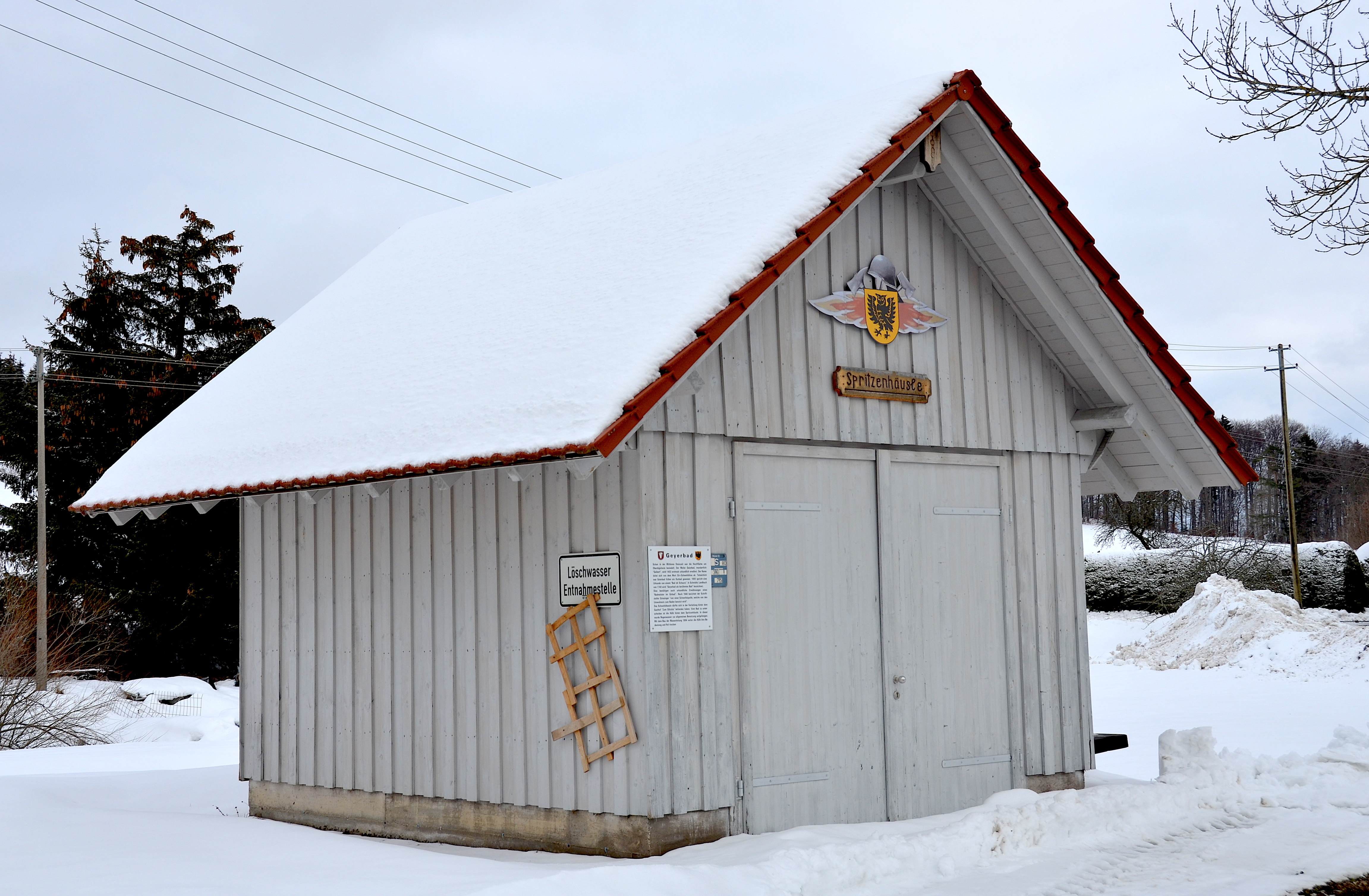
Spritzenhäusle in Geyerbad bei Obernheim (2019)

Bereits im Alten Ägypten gab es organisierte Feuerlöscheinheiten.
Im Römischen Reich entstanden Millionenstädte wie Rom. Die Häuser waren meist mehrstöckig und standen sehr dicht aneinander, auch die Gassen waren sehr eng. Vielfach wurden hölzerne An- und Vorbauten an den Häusern errichtet. Etliche Male vernichteten Feuersbrünste ganze Stadtteile von Rom. Im Jahr 21 v. Chr. wurde eine erste Feuerlöschtruppe mit 600 Sklaven gegründet.
Schon im Mittelalter waren die Gemeinden verpflichtet, den Brandschutz aufzubauen. Für Feuermeldungen waren zunächst Türmer und Nachtwächter zuständig (Ruf: „Feurio!“). Zuerst wurden die Innungen und Zünfte verpflichtet, im Notfall einzugreifen. Da sehr viele Gebäude Fachwerkbauten aus Holz waren und oft innerhalb der Stadtmauern auf engstem Raum errichtet wurden, kam es sehr oft zu Großbränden, bei denen ganze Stadtviertel abbrannten. Es wurden auch erstmals Feuerknechte in den Feuerlöschverordnungen verankert, sodass von den ersten Berufsfeuerwehren gesprochen werden kann, wie die Berufsfeuerwehr Wien, als deren Gründungsjahr 1686 angenommen wird.
Die feuerwehrtechnische Ausrüstung war in der vorindustriellen Zeit auf einfache Hilfsmittel wie Eimer, Leitern oder Einreißhaken beschränkt. Im 17. Jahrhundert wurde der Schlauch erfunden, der zuerst aus genähtem Leder angefertigt wurde; später wurde das Leder vernietet. Bis zum Beginn des 20. Jahrhunderts wurden noch Handpumpen, sogenannte Feuerspritzen, verwendet, die von Pferden oder der Löschmannschaft an die Einsatzstelle gezogen wurden.
In den USA wurden erst Mitte des 19. Jahrhunderts die ersten privatwirtschaftlich organisierten Berufsfeuerwehren gegründet. Teilweise wurden nur Häuser gelöscht, welche die Plakette eines solchen Unternehmens trugen.
Mitte des 19. Jahrhunderts setzte im deutschsprachigen und darüber hinaus im gesamten Donauraum die Entwicklung eines flächendeckenden Feuerlöschsystems auf freiwilliger Basis ein. Mehrere Feuerwehren beanspruchen den Titel der ältesten Freiwilligen Feuerwehr in Deutschland für sich. Bis auf wenige Unterbrechungen, etwa die Feuerschutzpolizei während der Zeit des Nationalsozialismus, stellt seither das System der Freiwilligen Feuerwehr neben der Pflicht-, Berufs- und Werkfeuerwehr den Hauptanteil zur Sicherstellung des abwehrenden Brandschutzes Deutschlands.
Mit Einsetzen der Industrialisierung zum Anfang des 20. Jahrhunderts erhöhte sich die Technikvorhaltung der Feuerwehren bedeutend. Mit verbrennungsmotorgetriebenen Fahrzeugen war nun ein Ausrüsten aller Feuerwehren mit leistungsfähigen Fahrzeugen und Feuerlöschpumpen möglich.

## Aufgaben

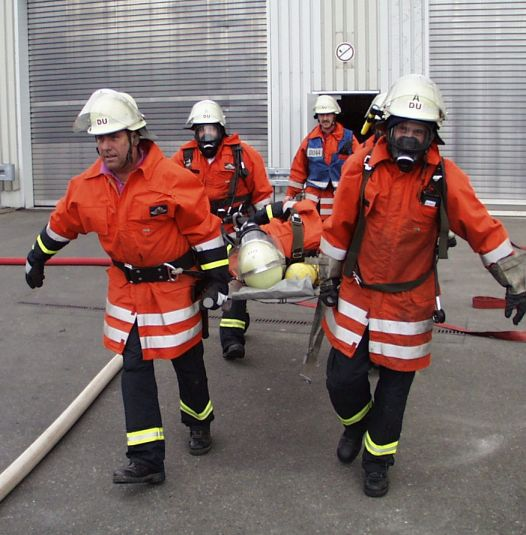
Rettung von Verletzten bei einer Einsatzübung

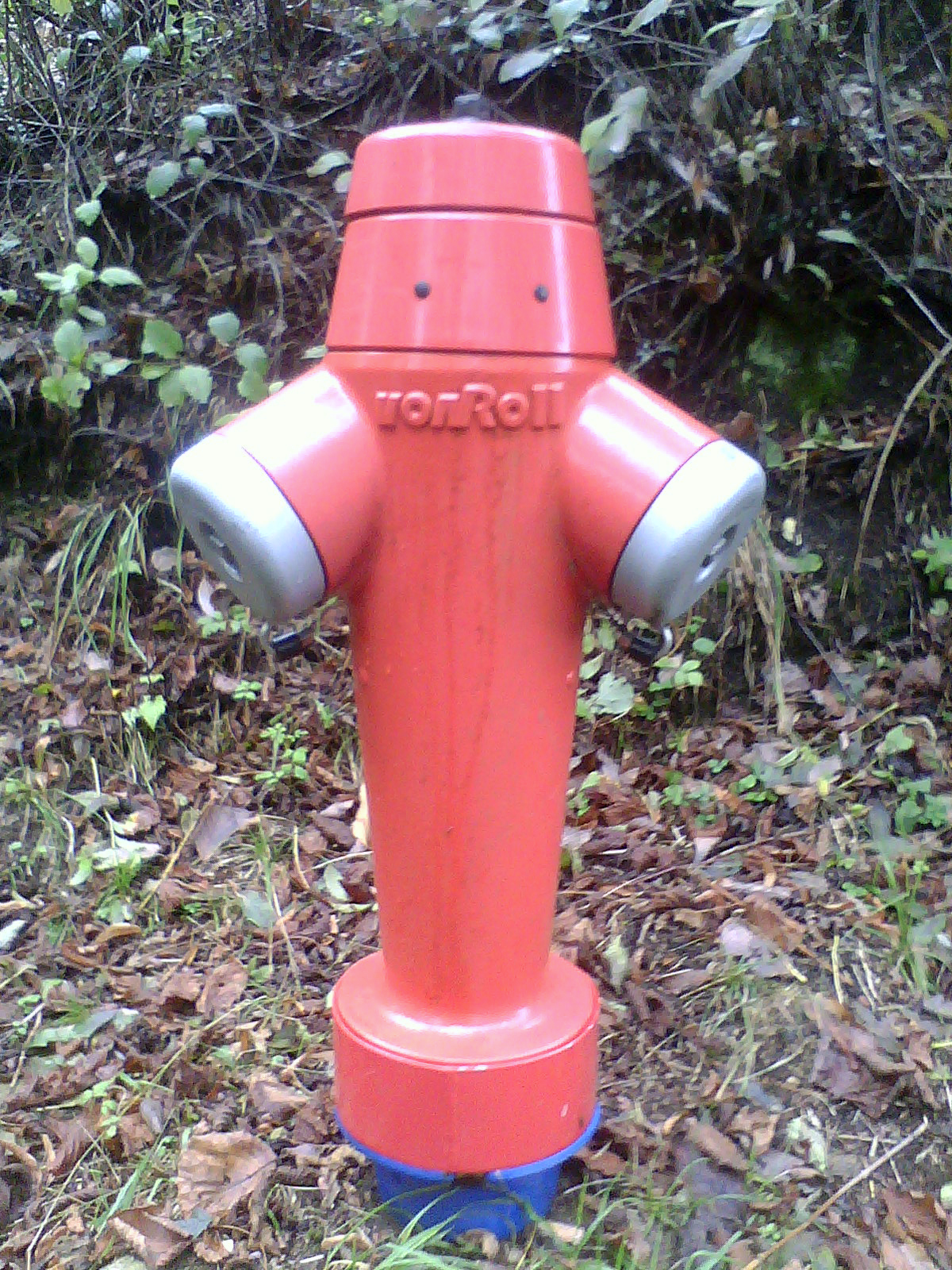
Löschhydrant in der Schweiz

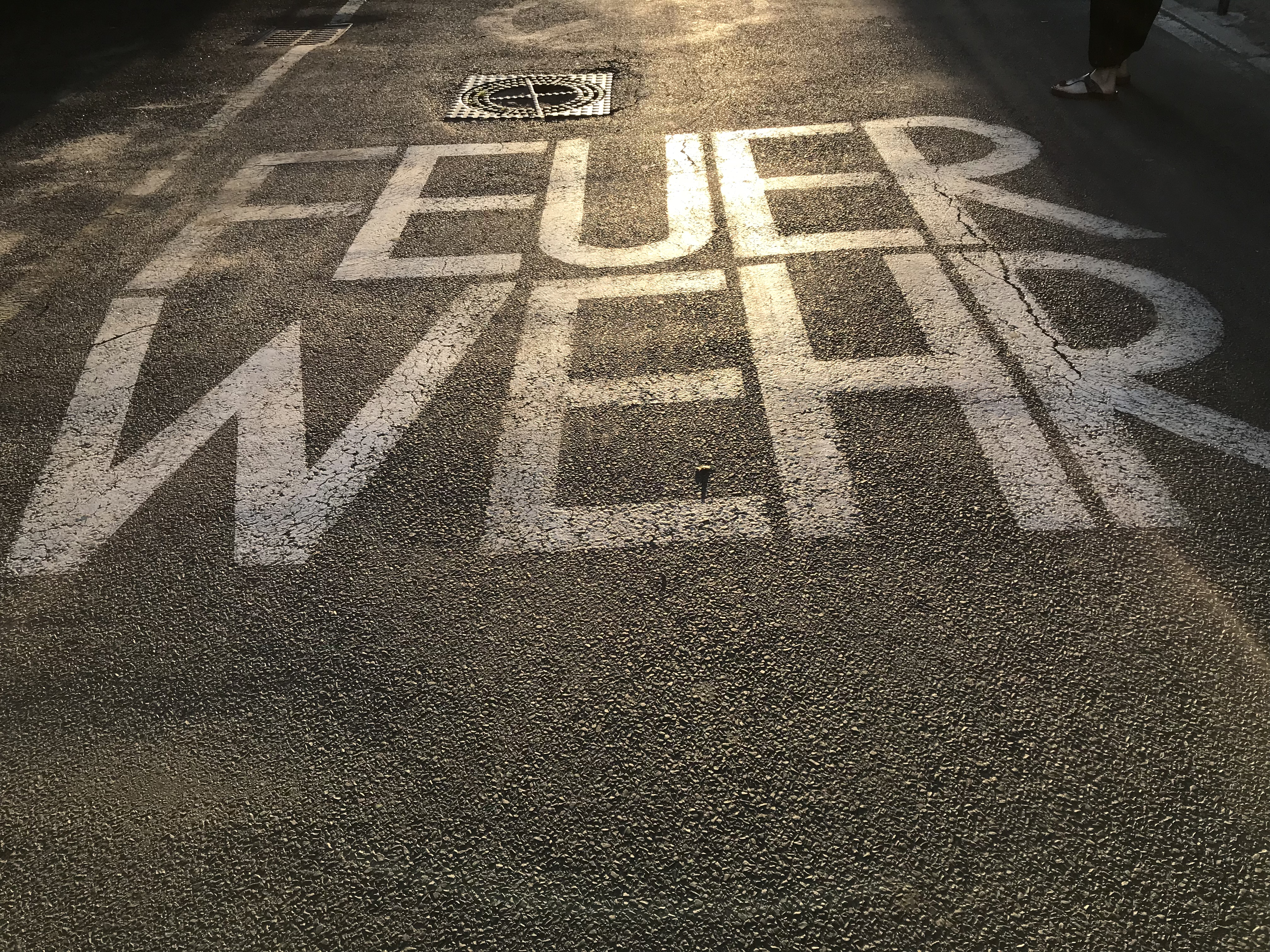
Straßenmarkierung in Berlin

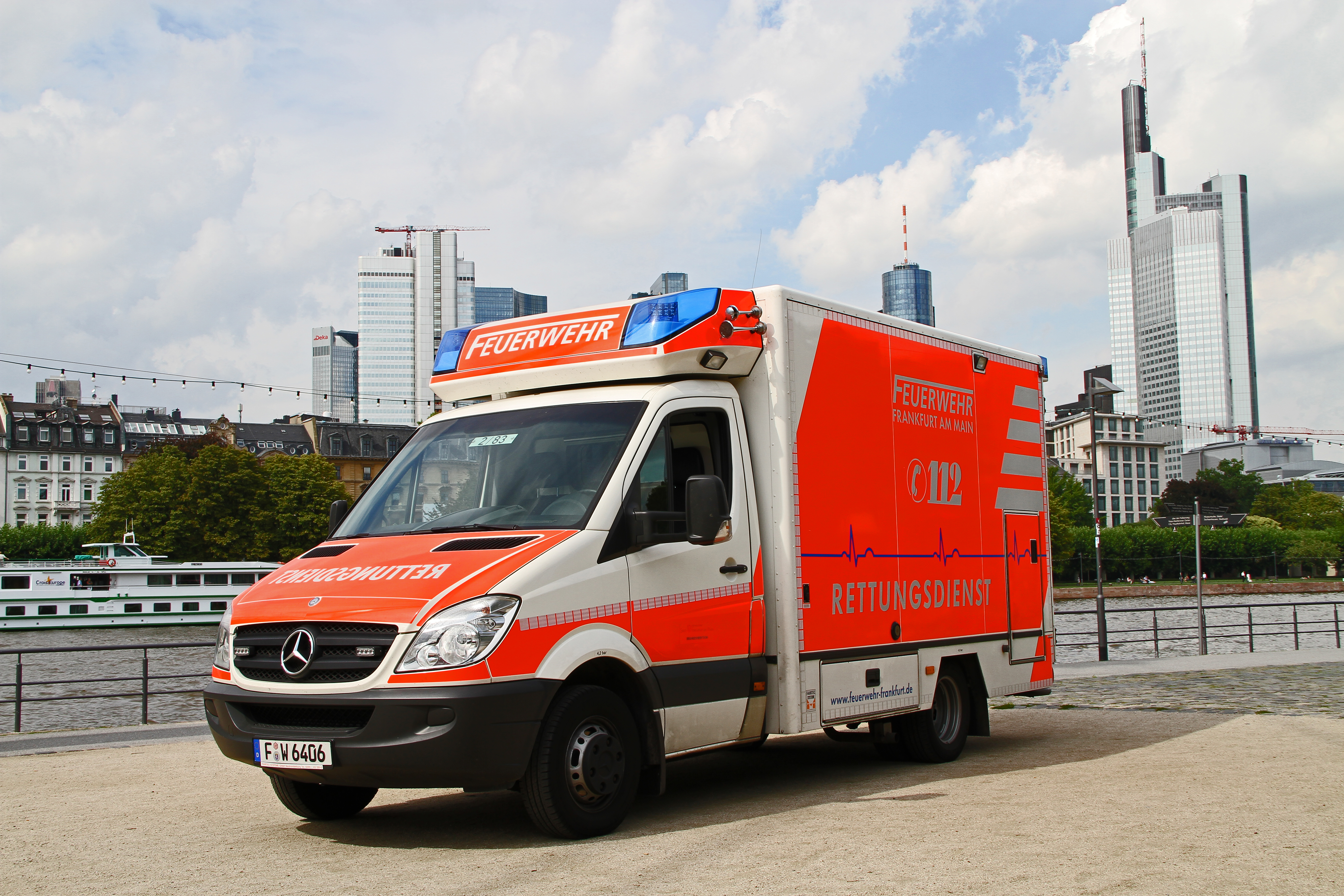
In einigen Ländern gehört der Rettungsdienst zu den Aufgaben der Feuerwehr. Hier ein Rettungswagen der Feuerwehr Frankfurt am Main

Die Aufgaben der Feuerwehr werden in den Gesetzen jedes Staates geregelt. International weit verbreitet ist die Zusammenfassung der Aufgaben mit den Schlagworten „Retten, Löschen, Bergen, Schützen“.
Da in der deutschen Sprache der Begriff Bergen im Genfer Abkommen zum Schutze der Opfer des Krieges so definiert wird, dass unter Bergen auch das Befreien von Menschen und Tieren aus einer Gefahrenlage im Sinne von „Retten“ verstanden wird, werden damit oftmals die beiden Begriffe Retten und Bergen gleichwertig eingesetzt. Für den Feuerwehrbereich im deutschsprachigen Raum gilt dagegen, dass sich das Retten nur auf lebendige Lebewesen bezieht. Geregelt ist dies beispielsweise in den beiden Normen DIN 14011 (für Deutschland) und ÖNORM F 1000 (für Österreich), in denen die Begriffe im Feuerwehrwesen definiert sind.

### Retten
Das Retten ist die Abwendung einer Lebensgefahr von Menschen durch Sofortmaßnahmen (Erste Hilfe), die der Erhaltung oder Wiederherstellung von Atmung, Kreislauf oder Herztätigkeit dienen. Aber auch das Befreien von Menschen und Tieren aus einer Zwangslage durch technische Rettungsmaßnahmen gehört zum Retten. Tätigkeitsfelder hierfür sind Brände, Überschwemmungen oder Verkehrsunfälle. Historisch bildete sich der Rettungsdienst oft aus den Feuerwehren heraus, wie in Österreich-Ungarn. Während er sich einerseits in vielen Ländern von der Feuerwehr gelöst hat und in anderen Organisationen aufging bzw. sich selbstständig entwickelt hat, verblieb er z. B. in Teilen von Deutschland und in Teilen der USA innerhalb der Feuerwehr. In den meisten deutschen Städten mit Berufsfeuerwehren oder Freiwilligen Feuerwehren mit hauptamtlichen Kräften übernehmen diese auch ganz oder teilweise die Aufgaben des Rettungsdienstes, während in ländlichen Gebieten überwiegend die Hilfsorganisationen die rettungsdienstliche Versorgung sicherstellen. Kann bei einem Rettungsdiensteinsatz die Hilfsfrist nicht eingehalten werden, können auch Einheiten der Feuerwehr als First Responder alarmiert werden, um die Zeit bis zum Eintreffen des Rettungsdienstes zu überbrücken und diesen auch nach dem Eintreffen zu unterstützen. Beispielsweise werden die wichtigsten Informationen zum Zustand der Patienten gesammelt und an den Rettungsdienst weitergeleitet. Mancherorts werden hierzu in den Feuerwehren organisierte Einheiten gebildet, die oft durch rettungsdienstlich oder medizinisch ausgebildetes Personal sowie entsprechend ausgestattete Fahrzeuge verfügen und ein wesentliches Bindeglied in der Rettungskette darstellen.

### Löschen
Das Löschen ist die älteste Aufgabe der Feuerwehr. Bei diesem so genannten abwehrenden Brandschutz werden unterschiedlichste Brände mit Hilfe spezieller Ausrüstung bekämpft.
Im Laufe der Zeit ist jedoch die Anzahl der Brandbekämpfungen weltweit zurückgegangen. Aufgrund der zunehmenden Aufgabenvielfalt der Feuerwehr nehmen die technischen Hilfeleistungen stark zu – die Feuerwehr entwickelt sich zur Hilfeleistungsorganisation.

### Bergen
Die Feuerwehr kann das Bergen von Sachgütern, toten Menschen oder Tieren übernehmen.

### Schützen

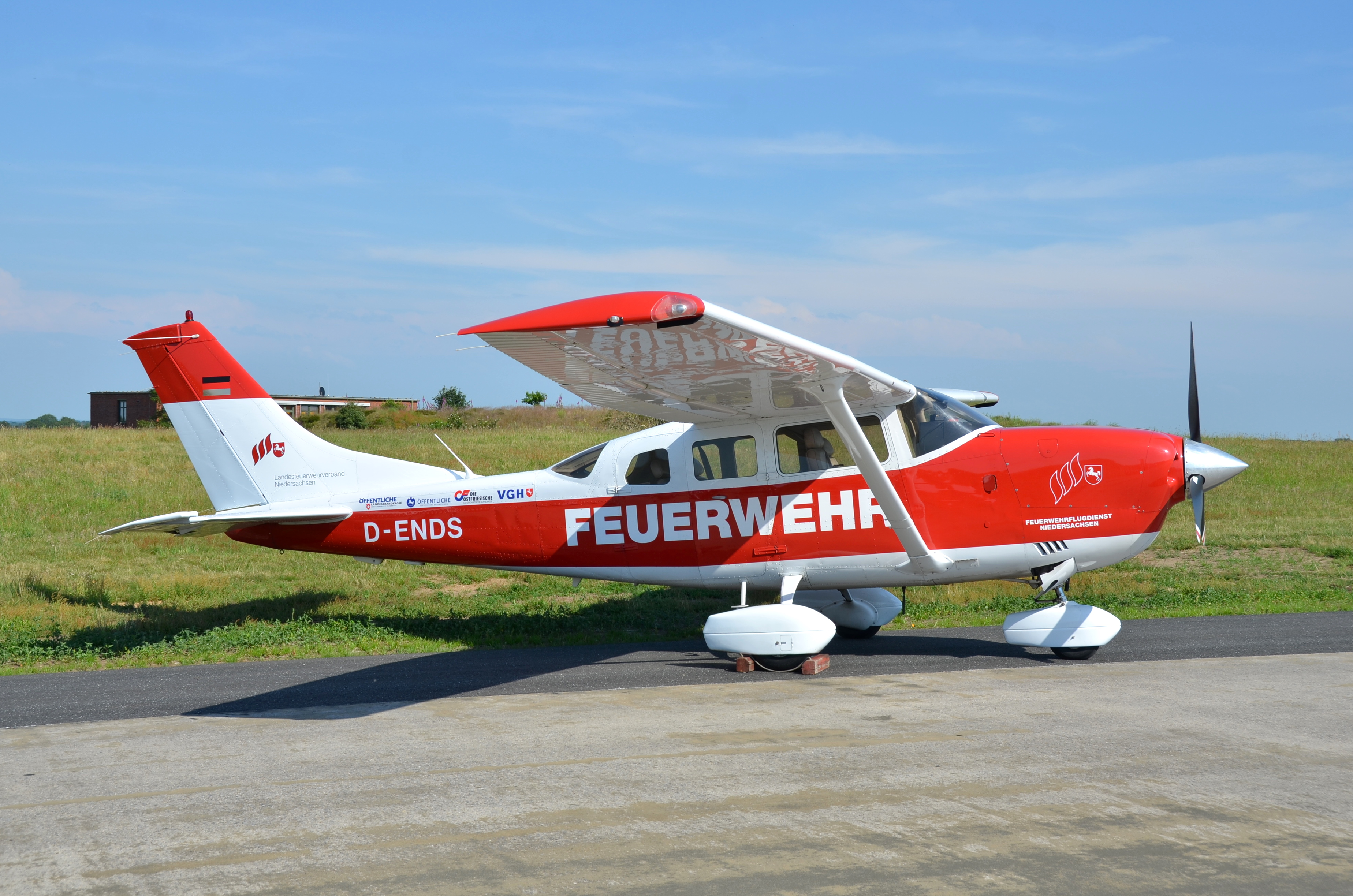
Die Cessna 206H Stationair des Feuerwehrflugdienstes Niedersachsen zur Waldbrandbeobachtung und Koordination aus der Luft

Vorbeugende Maßnahmen (das Schützen) beinhalten im Wesentlichen Elemente des vorbeugenden Brandschutzes. Diese dienen der Vermeidung von Entstehungsbränden, z. B. durch Brandsicherheitswachen bei öffentlichen Veranstaltungen oder konsequente Brandschutzerziehung in der Bevölkerung, um auf Gefahren aufmerksam zu machen und richtiges Verhalten in Notsituationen aufzuzeigen.
Besonders in Industrienationen wird dem Betriebsbrandschutz immer mehr Augenmerk geschenkt, sei es durch eigene betriebliche oder durch öffentliche Feuerwehren.
Darüber hinaus wird die Feuerwehr im Rahmen behördlicher Baugenehmigungsverfahren größerer Bauvorhaben hinzugezogen und um Stellungnahme gebeten. Weiterhin arbeitet die Feuerwehr in verschiedenen Fachgebieten bei der Erstellung von Standards mit.
Außerdem betreibt die Feuerwehr aktiven Umweltschutz, etwa durch die Eindämmung bei Ölunfällen, das Binden von Ölspuren oder Kfz-Flüssigkeiten auf Straßen als Gefahrenabwehr, die Aufnahme von Kfz-Flüssigkeiten als Amtshilfe und den Schutz vor chemischen, biologischen sowie atomaren Gefahren.

## Spezialgebiete
In manchen Ländern hat die Feuerwehr im Rahmen der Grundaufgaben auch noch spezielle Aufgaben zu bewältigen. Unterschiedlich sind diese Aufgabengebiete auch insofern zu bewerten, ob die Spezialeinheiten für die Bevölkerung, bzw. deren Opfer insgesamt tätig werden sollen oder nur zur Unterstützung oder dem Schutz der eigenen Mannschaft.
Zu Spezialeinheiten zählen:

### Höhenrettung
Zum Aufgabenfeld der Feuerwehr gehört die Rettung aus Höhen und Tiefen. Die Arbeiten werden stets im Seil verrichtet und zeichnen sich durch stets mehrfache (redundante) Auslegung von Sicherungs- und Rettungssystemen aus.
Typische Einsätze für Höhenretter sind Herzinfarkte oder Schlaganfälle von Kranführern, Suizidversuche, Rettungseinsätze an Hochhäusern oder Kletterunfälle, Personen in Schächten oder Silos und Personen, die in große Tiefe abgestürzt sind, sowie Personenunfälle bei Antennenarbeiten auf Türmen und anderen erhöhten Standorten.

### Dekontamination
Unter Dekontamination versteht man das Entfernen von gefährlichen Verunreinigungen (Kontaminationen) von Personen, Objekten oder ungeschützten Flächen. Dieser Aufgabenbereich gehört damit zum ABC-Schutz. Die Gefährdungen können dabei radioaktiver, biologischer oder chemischer Natur sein. Die Feuerwehrleute tragen hierbei einen Chemikalienschutzanzug, der sie vor äußeren Einflüssen schützt. Dafür ist ein besonderes Training erforderlich und aufgrund der hohen Belastung kann eine Person nur etwa 20 bis maximal 25 Minuten im Einsatz sein, begrenzt durch den Atemluftvorrat im Atemschutzgerät. Nach Einsätzen mit Chemikalienschutzanzug im Bereich der Kontamination müssen die Anzüge und ihre Träger speziell dekontaminiert werden.

### Feuerspringer
Feuerspringer sind Schnelleinsatz- und Vorauseinheiten der Feuerwehr, die bei Wald- und Flurbränden mit Fallschirmen über dem Brandgebiet abspringen und mit primitivsten Mitteln die Brandbekämpfung einleiten. Die USA haben als Teil des United States Forest Service (USFS) und des Bureau of Land Management (BLM) mit den Smokejumpern eine solche Einheit. Neben den USA verfügen auch Russland, mit den Awialessoochrana, sowie Kanada, mit den Parattack crews des British Columbia Wildfire Service, über Feuerspringereinheiten.  Solche Einheiten können auch zur Bildung einer Feuerschneise sowie zur Menschenrettung an unerreichbaren Stellen beitragen.

### Katastrophenschutzhelfer
Katastrophenschutzhelfer sind eine freiwillige Einheit der Feuerwehr die bei Hochwasser, Sturmschäden sowie bei Massenanfall von Verletzten informiert werden. Katastrophenschutzhelfer sind eine gezielt universal einsetzbare Einheit in Krisen.

## Personal

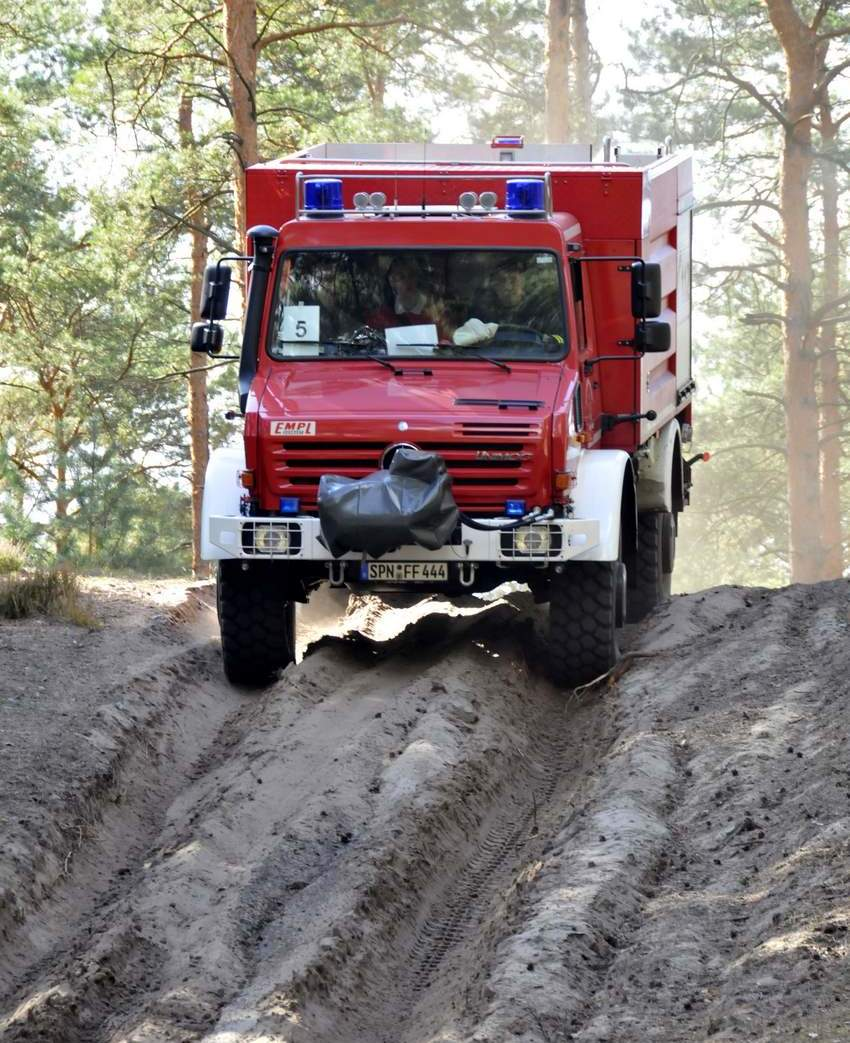
Einsatzfahrzeuge der Feuerwehr sind je nach Basisfahrzeug auch geländegängig, was spezielles Training der Fahrer erfordert; hier ein allradangetriebener Unimog im Jahr 2009

### Ausbildung und Dienst
Die Ausbildung zum Feuerwehrmann oder zur Feuerwehrfrau (siehe auch: Dienstgrade der Feuerwehr) richtet sich nach der Struktur der Feuerwehr im jeweiligen Staat. Je nach diesen Gegebenheiten erfolgt die Ausbildung eher zentral in Feuerwehrschulen oder dezentraler in den einzelnen Feuerwehren vor Ort oder auf Zwischenebenen wie Kreis oder Bezirk. Für höhere Funktionen im Feuerwehrwesen bestehen in manchen Ländern, wie in Tschechien oder an der Donau-Universität in Österreich Studienmöglichkeiten an Universität oder Fachhochschulen.
Es unterscheiden sich auch die Ausbildungswege für die Berufsfeuerwehren und Freiwillige Feuerwehren. Berufsfeuerwehren führen ihre Ausbildung sehr oft während der üblichen Bereitschaftszeit aus, ergänzt durch einzelne fachspezifische Kurse. Bei den Freiwilligen Feuerwehren hingegen muss darauf Rücksicht genommen werden, dass die Feuerwehrmitglieder einem zivilen Beruf nachgehen und die Ausbildungen daher möglichst in den Tagesrandzeiten oder in anderen Freizeitblöcken absolviert werden.
Ein weiteres Kriterium der Ausbildungsarten stellen die verschiedenen Zertifizierungen und Qualitätsmanagements dar. Dies ist notwendig, um den einzelnen Feuerwehrmitgliedern für gleiche Tätigkeiten oder Funktionen auch eine gleiche Ausbildung angedeihen zu lassen.
In Zeiten knapper finanzieller Ressourcen ist die Ausbildung möglichst effektiv organisiert. Im Bereich der Freiwilligen Feuerwehren werden die breit gestreuten Ausbildungen (Grundausbildungen) an die Standorte der jeweiligen Feuerwehr verschoben, da in diesem Bereich auch die Ausbilder auf freiwilliger Basis und daher kostengünstig arbeiten. Anders ist es bei Spezialausbildungen, bei der man auf spezielle Einrichtungen zurückgreifen muss, die meist nur in zentralen Ausbildungseinrichtungen wie in Feuerwehrschulen oder Stützpunktfeuerwehren vorzufinden sind.
Zum Schutz des Personals gibt es vereinzelt einen Fachberater Seelsorge (auch Feuerwehr-Seelsorger genannt). Dieser unterstützt die Rettungskräfte mit Gesprächen und hilft ihnen so, schwierige Situationen und Eindrücke zu verarbeiten. Ähnliche Systeme gibt es in Deutschland flächendeckend auch für Betroffene (z. B. die Notfallseelsorge oder die Psychosoziale Notfallversorgung (PSNV)).

### Jugendarbeit

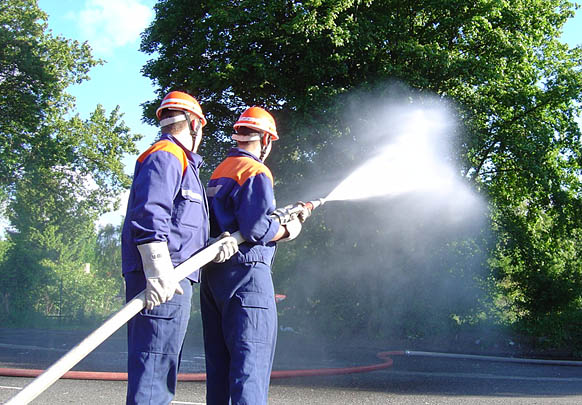
Jugendfeuerwehr bei einer Übung

In vielen Ländern gibt es Abteilungen der Feuerwehr, die sich speziell um die Anwerbung von jungen Menschen kümmern.
In manchen Ländern – etwa Deutschland – wird angesichts der zurückgehenden Zahl von Einsatzkräften bei Freiwilligen Feuerwehren versucht, mit Werbe- und Imagekampagnen neue Mitglieder zu gewinnen. Durch Jugendarbeit in den Jugendfeuerwehren wird versucht, Kinder und Jugendliche für den Einsatz in der Feuerwehr zu begeistern, sodass sie bei entsprechendem Alter und Qualifikation im Feuerwehrdienst mit eingesetzt werden können. In vielen Gemeinden werden Kinderfeuerwehren angeboten.
Beispiele:
Jugendfeuerwehr für Deutschland oder Feuerwehrjugend für Österreich.

### Feuerwehrsport

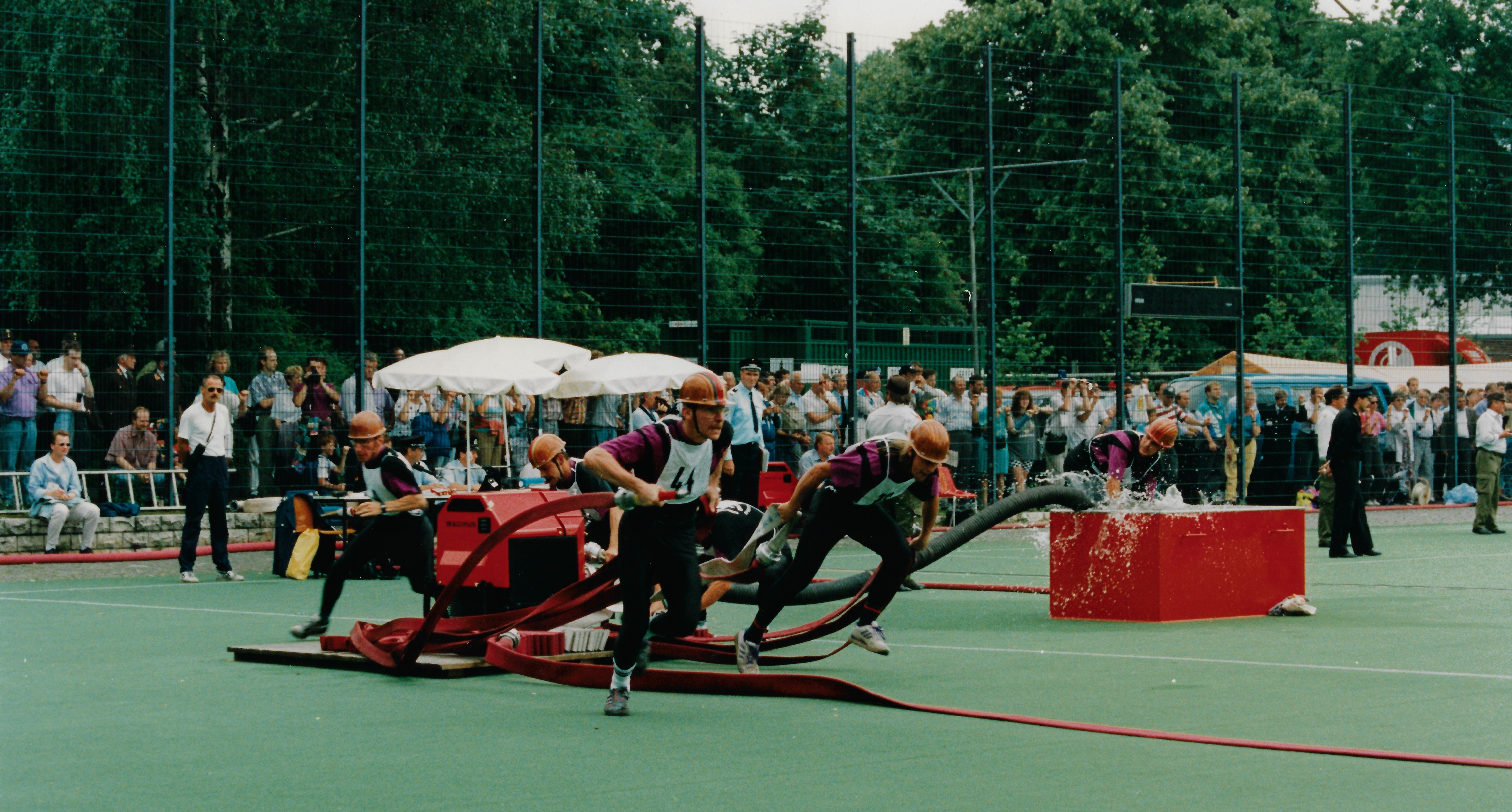
X. Internationale Feuerwehrsportwettkämpfe des CTIF 1993 in Berlin, Disziplin Löschangriff FF – Sieger: Mannschaft FF Beselich-Obertiefenbach

Der Feuerwehrsport ist eine Sportart, die aus vielen Bereichen der Feuerwehrarbeit heraus entstanden ist.
Körperliche Fitness und Sport bilden nach wie vor eine der entscheidenden Grundlagen zur Gewährleistung der Einsatzbereitschaft der Feuerwehrleute. Bei der zum großen Teil ehrenamtlichen Arbeit in den Freiwilligen Feuerwehren ist es unabdingbar, psychischen und physischen Belastungen gewachsen zu sein, die nur allzu oft an der Grenze dessen liegen, wozu jeder einzelne im Stande ist.
Die Festigung der Gesundheit, die Entwicklung der notwendigen Eigenschaften sowie die Vervollkommnung der Fertigkeiten der Kameraden werden am wirksamsten durch die Vereinigung der Einsatztätigkeit mit besonderen sportlichen Übungen und den verschiedensten Sportarten auf der Basis einer allseitigen sportlichen Ausbildung gewährleistet. Die zur ständigen Verbesserung der körperlichen Fitness am ehesten geeignete Sportart ist neben Ausdauer und Schnellkraft der angewandte Feuerwehrsport.
Der Feuerwehrsport bildet einen Komplex spezieller Übungen, die nach ihrem Charakter und nach der Bewegungsstruktur weitestgehend der Tätigkeit der Feuerwehrleute beim Einsatz entsprechen.

## Schutzpatron

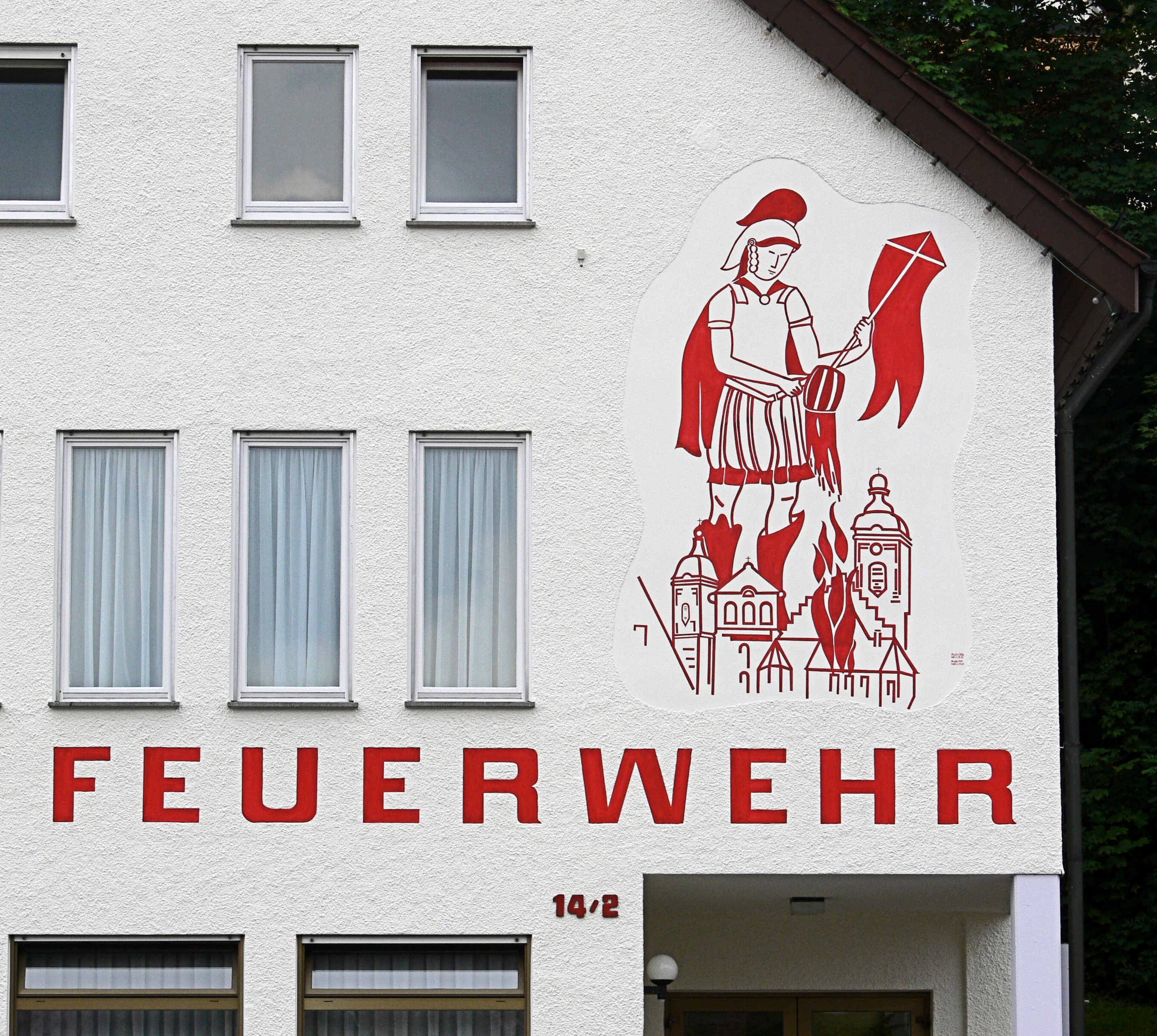
St. Florian auf Feuerwehrhaus

In vielen Ländern gilt der Heilige Florian als Schutzpatron der Feuerwehr, der bei Dürre, Brandgefahr und Unfruchtbarkeit der Felder angerufen wird. Ursache ist das Attribut Wassereimer (Attribut des Martyriums des römischen Soldaten, des Ertränkens in der Enns), mit dem der Heilige mit Helm immer dargestellt wird. Deshalb werden Feuerwehrleute im deutschsprachigen Raum auch als Floriani- oder Floriansjünger bezeichnet. In manchen Ländern wie Deutschland oder Österreich tragen auch manche Feuerwehreinrichtungen oder Fahrzeuge den taktischen Namen, der sich dann auch auf den Funkrufnamen ausweitet.
In ländlichen Regionen wird am Gedenktag des Heiligen, am 4. Mai, eine Florians- oder Florianimesse abgehalten, an der die Feuerwehrleute des Ortes in Ausgehuniform teilnehmen. Durch Veranstaltungen wie dem Tag der offenen Tür wird die Feuerwehr der Öffentlichkeit präsentiert.
In der Schweiz ist die heilige Agatha die Schutzpatronin der Feuerwehren. Da die heilige Barbara, als eine der 14 Nothelfer, eine Helferin gegen Feuersgefahr ist, gilt sie unter anderem auch als Schutzpatronin der Feuerwehrleute, neben einigen anderen Berufen. Sie wird z. B. im Sprengdienst der Österreichischen Feuerwehr verehrt.

## Ausrüstung

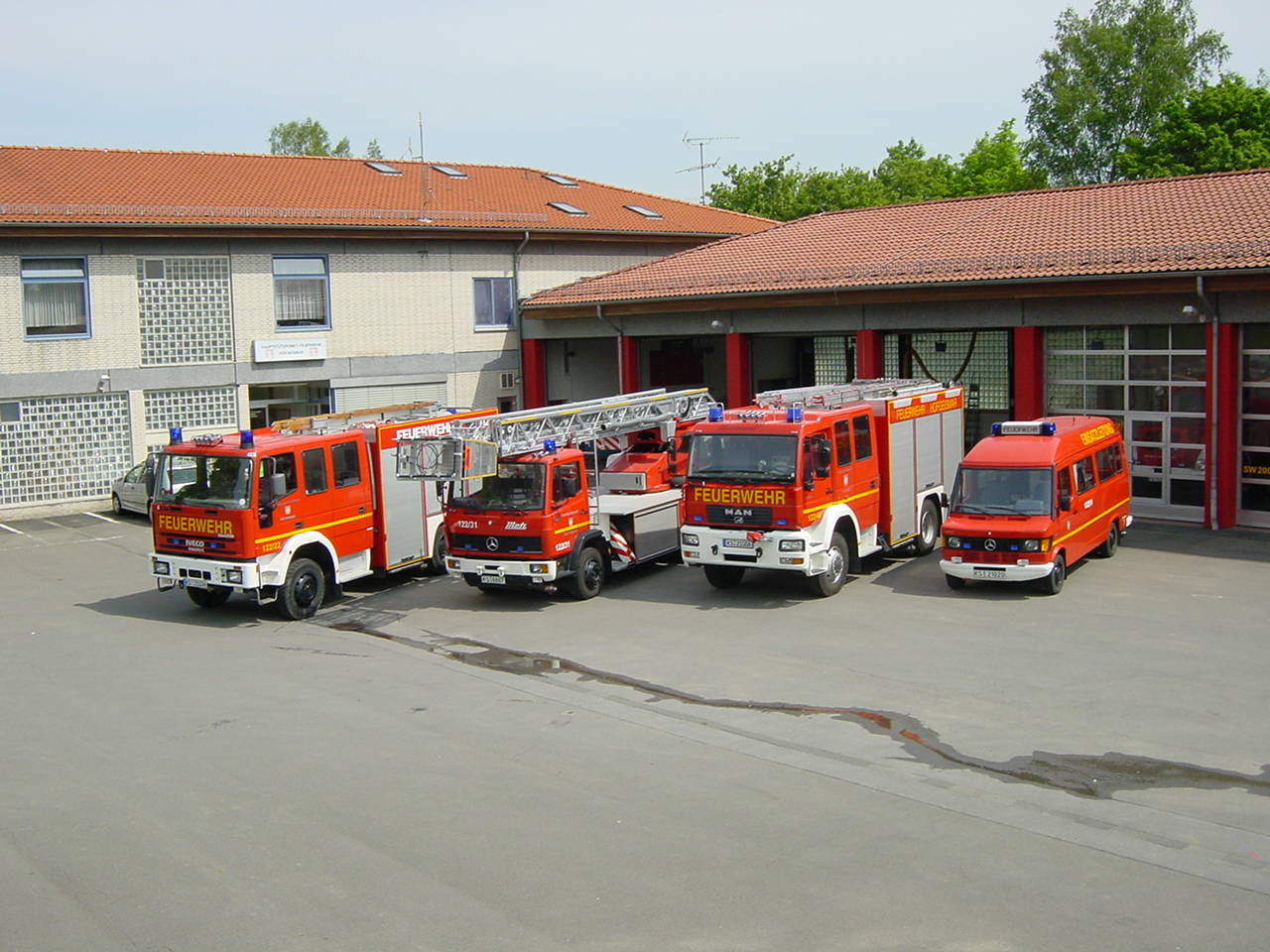
Löschzug vor einem Feuerwehrhaus in Deutschland

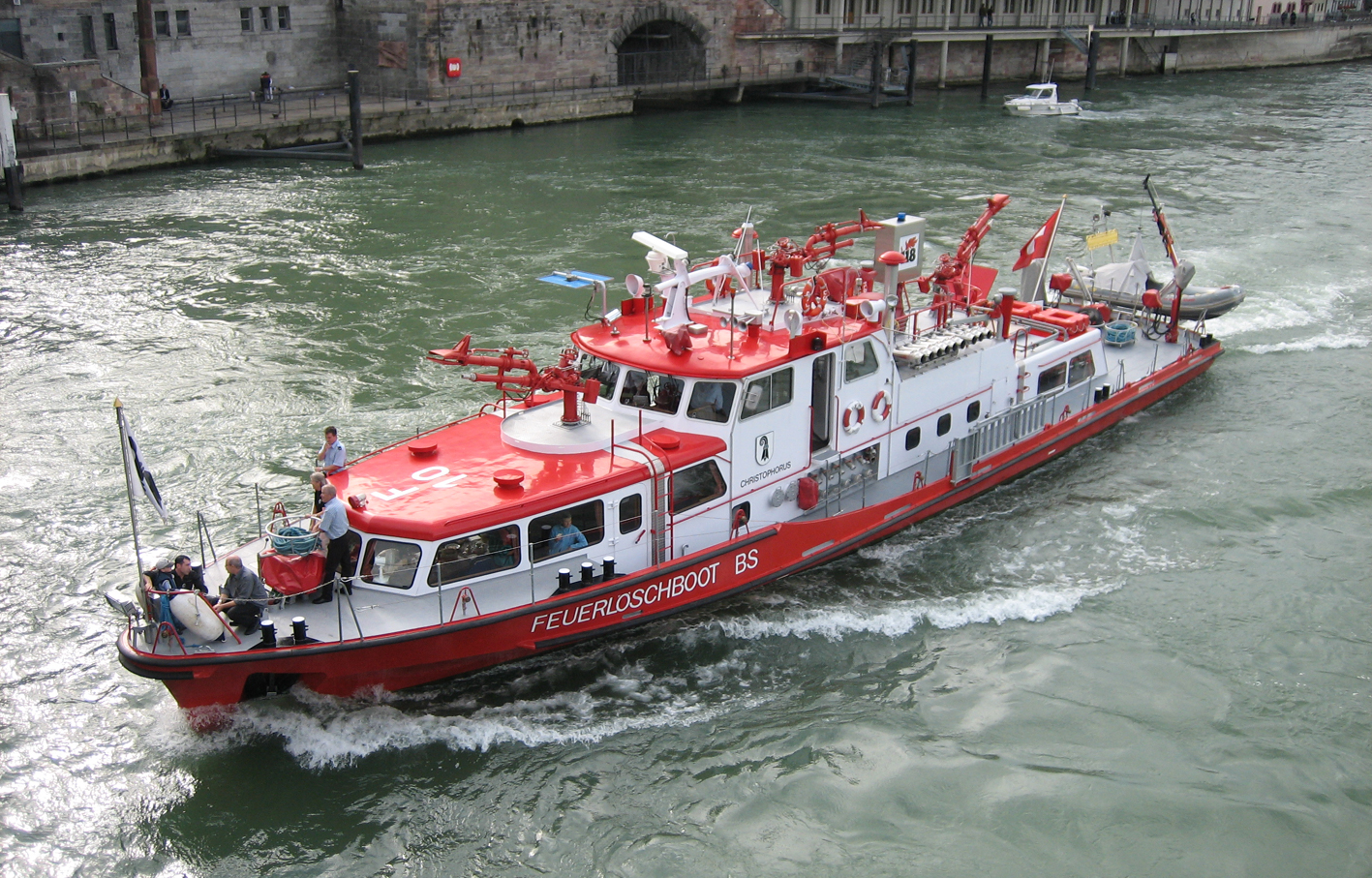
Feuerlöschboot auf dem Rhein in Basel

Um die ihr übertragenen Aufgaben erfüllen zu können, verfügt die Feuerwehr in der Neuzeit über eine Vielzahl von technischem Gerät. Dies umfasst neben den Feuerwehrfahrzeugen auch deren Beladung und die persönliche Ausrüstung eines jeden Feuerwehrangehörigen, die in einem Feuerwehrhaus untergebracht sind. Diese Ausrüstung dient dazu, vor Gefahren des Feuerwehrdienstes bei Ausbildung, Übung und Einsatz zu schützen. In den meisten Ländern besteht diese aus einem Feuerwehrschutzanzug, einem Schutzhelm, Handschuhen und Sicherheitsschuhen.
Darüber hinaus kommen bei der Feuerwehr auch Kommunikationssysteme, wie BOS-Funksysteme, analog oder digital, sowie Technik zur Alarmierung der Feuerwehrangehörigen zum Einsatz.
In vielen Ländern gehören auch Rettungshunde zur Feuerwehr. Sie werden hauptsächlich im Katastrophenhilfsdienst nach Erdbeben oder anderen Katastrophen, aber auch bei der Suche nach vermissten Personen eingesetzt.
In vielen Ländern ist die Feuerwehr auch für den Rettungsdienst zuständig und hält somit entsprechende Fahrzeuge und Geräte vor, wie in Deutschland, wo diese Aufgabe überwiegend im Bereich von Berufsfeuerwehren wahrgenommen wird.

## Finanzierung
Aufgrund des fehlenden flächendeckenden Schutzes bzw. der Kosten von Berufsfeuerwehren wird in Ländern ohne freiwillige Systeme zunehmend versucht, solche zu etablieren. So gibt es in Griechenland von der ESEPA veranstaltete Sommercamps mit Einsatzkräften von Freiwilligen Feuerwehren aus anderen Ländern, die bei der Bekämpfung von Waldbränden helfen.
Aber auch in Gebieten mit einem hohen Anteil von Freiwilligen Feuerwehren wird der finanzielle Anteil, der durch die Bevölkerung beispielsweise in Form von Spenden oder Erlösen aus Festveranstaltungen aufgebracht wird, im Verhältnis zu den Ausgaben, die die öffentliche Hand tätigt, häufig zunehmend höher.

## Feuerwehrleute in Europa
Die nachfolgende Statistik zeigt die Anzahl und die Anteile der aktiven erwachsenen Feuerwehrangehörigen in einigen wesentlichen europäischen Staaten auf.
| Land                   | Einwohner   | Gesamtanzahl Feuerwehrangehörige | Verhältnis von Feuerwehrangehörigen zu Einwohnern | Freiwillige Feuerwehrangehörige | Berufsfeuerwehrangehörige | Teilzeitfeuerwehrangehörige |
| ---------------------- | ----------- | -------------------------------- | ------------------------------------------------- | ------------------------------- | ------------------------- | --------------------------- |
| Dänemark               | 5.786.000   | 6.984                            | 0,12 %                                            | ca. 1.200                       | 1.386                     | 4.416                       |
| Deutschland            | 83.020.000  | 1.042.600                        | 1,26 %                                            | 994.042                         | 48.558                    | 0                           |
| Finnland               | 5.474.000   | 19.267                           | 0,35 %                                            | 11.615                          | 3.846                     | 3.806                       |
| Frankreich             | 66.628.000  | 255.050                          | 0,38 %                                            | 198.800                         | 56.250                    | 0                           |
| Griechenland           | 10.788.000  | 15.927                           | 0,15 %                                            | 2.178                           | 13.749                    | 0                           |
| Italien                | 61.000.000  | 48.930                           | 0,08 %                                            | 20.060                          | 28.870                    | 0                           |
| Österreich             | 8.859.000   | 255.865                          | 2,89 %                                            | 255.865                         | 2.568                     | 0                           |
| Polen                  | 38.411.000  | 676.193                          | 1,76 %                                            | 645.842                         | 30.351                    | 0                           |
| Russland               | 146.781.000 | 1.227.600                        | 0,84 %                                            | 956.600                         | 271.000                   | 0                           |
| Schweiz                | 8.500.000   | 81.295                           | 0,96 %                                            | 80.110                          | 1.185                     | 0                           |
| Tschechien             | 10.650.000  | 80.112                           | 0,75 %                                            | 67.149                          | 12.963                    | 0                           |
| Vereinigtes Königreich | 64.903.000  | 60.500                           | 0,09 %                                            | 1.400                           | 40.100                    | 19.000                      |
| Niederlande            | 17.282.000  | 24.003                           | 0,14 %                                            | 19.646                          | 4.357                     | 0                           |
| Belgien                | 10.667.000  | 17.749                           | 0,17 %                                            | 12.230                          | 5.519                     | 0                           |

Stand: 2019

## Akzeptanz in der Bevölkerung
Durch die hohe Durchdringung aller Bevölkerungsschichten mit Feuerwehrmitgliedern liegen diese im Vertrauen, das ihnen die Bevölkerung entgegenbringt, immer an Spitzenplätzen gegenüber anderen Berufsgruppen. So führt die Zeitschrift Reader’s Digest alljährlich eine der größten Studien europaweit durch: die Readers Digest European Trusted Brands. So wählten im März 2019 von 7.037 Lesern in Deutschland die Feuerwehrleute als Berufsstand mit dem höchsten Vertrauenswert von 93 Prozent.
Seit Jahren stehen Feuerwehrleute im Ranking weltweit an der Spitze. In vielen Regionen der Welt verlassen sich die Menschen besonders auf die Feuerwehr und bringen ihr am meisten Vertrauen entgegen. In 11 von 20 untersuchten Ländern rangieren Feuerwehrleute nicht nur vor allen anderen Berufen im Ranking, sondern sie dürfen sich auch noch über besonders hohe Vertrauenswerte von meist 90 Prozent und mehr freuen.